# Granma (embarcação)

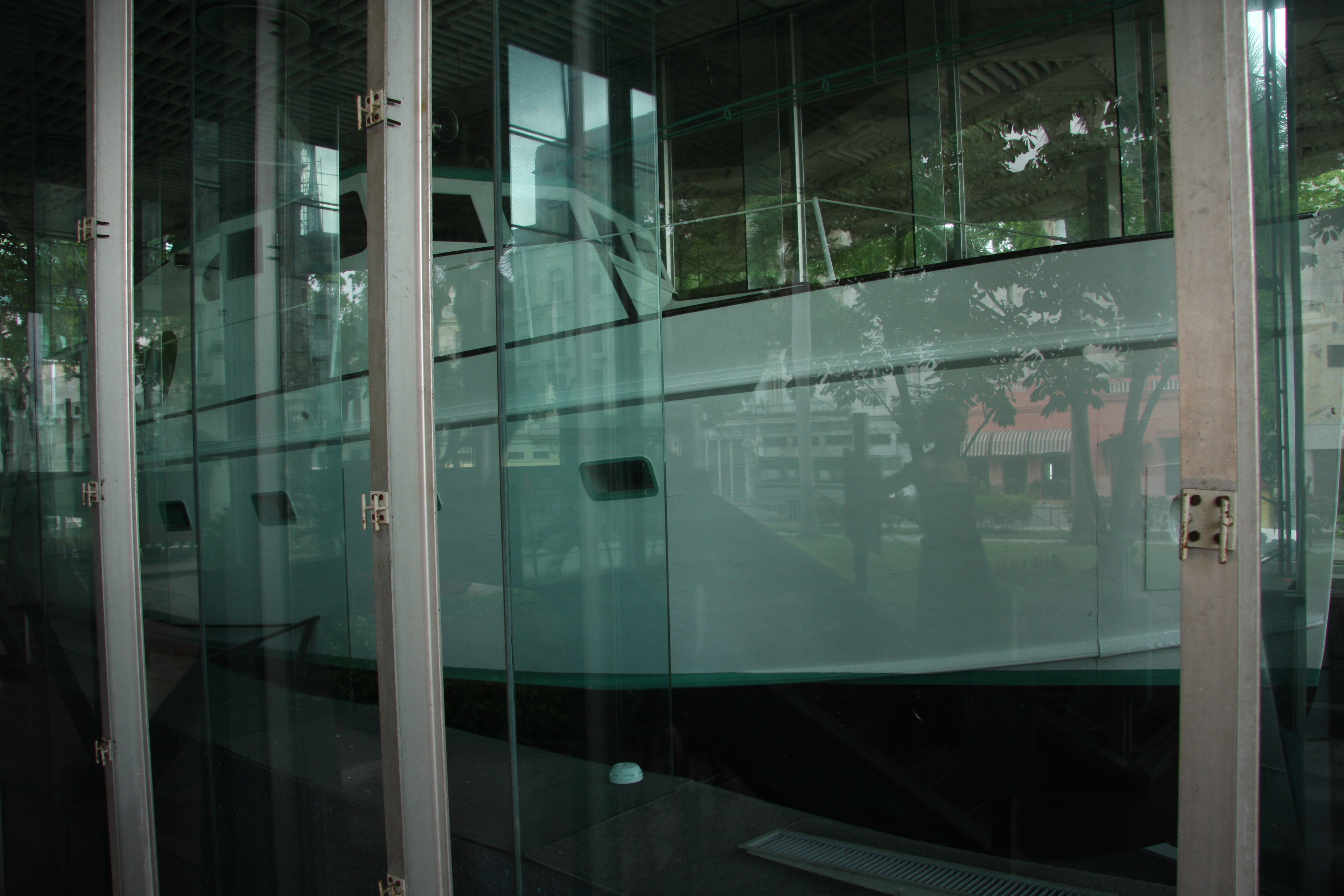
O iate Granma no Museu da Revolução de Havana.

Granma foi o iate que levou Fidel Castro e mais 81 revolucionários para o desembarque nas praias de Cuba, em 2 de dezembro de 1956, a fim de levar adiante a Revolução Cubana. A embarcação possui importância histórica pois o desembarque de Fidel Castro e de seus companheiros marcou o nascimento do Exército Rebelde, que travou a guerra contra o regime de Fulgencio Batista. O jornal do Partido Comunista Cubano é batizado em sua homenagem, e atualmente o navio está exposto no Monumento Granma anexo ao Museu da Revolução de Havana.
O Granma é um iate construído em 1943, com 19,25 metros de comprimento e apenas cinco metros de largura, movido a diesel e projetado para acomodar 20 pessoas, incluindo 12 passageiros. O barco foi adquirido clandestinamente em Tuxpan, no estado de Veracruz, no México, de um americano, e o nome "Granma" vem de um apelido comum em inglês para avó; grandmother, abreviado grandma.
Na madrugada de 25 de novembro de 1956, sob chuva, o iate Granma começou a navegar pelas águas calmas do rio Tuxpan, com destino à costa sul da então província cubana de Oriente. O navio chegou à costa oriental de Cuba em 2 de dezembro de 1956, em Los Cayuelos, perto da praia Las Coloradas, no município de Niquero, e marcou o início da guerrilha na Serra Maestra que tomaria o poder em 1º de janeiro de 1959.

## Antecedentes
Após o fracasso do assalto ao quartel Moncada (26 de julho de 1953), Fidel Castro e os seus companheiros sobreviventes foram condenados a vários anos de prisão. Contudo, a pressão popular e os esforços dos seus familiares fizeram com que, após vinte e dois meses presos na Ilha de Pinos, fossem anistiados. Fidel Castro segue para o México, de onde prepara uma expedição a Cuba para iniciar uma insurreição armada contra a ditadura de Fulgencia Batista.